# Французское вторжение на остров Уайт
Шаблон:Итальянская война (1542—1546)
Французское вторжение на остров Уайт — событие июля 1545 г., часть Итальянской войны 1542—1546 гг.

## История
Королевство Франция неоднократно атаковала остров Уайт, кампания 1545 г. стала последней атакой на него.
Французское войско возглавлял Клод д’Аннебо, также командирами были Жан де Те и Пьеро Строцци.
Стратегия французов состояла в том, чтобы высадить десант в бухте Уайтклифф и пересечь Бембридж-Даун для нападения на Сандаун, а затем ещё раз высадиться в Бончерче с целью соединения в Сандауне. Сражения при проливе Солент и Бончёрче завершились без чёткого победителя, но в итоге уход французов с острова Уайт считается признанием поражения. Подробности кампании сохранились не очень хорошо, и о её исходе имеются противоречивые сведения. Северные силы были перехвачены при переправе через Даун, но с боем прорвались к замку Сандаун, который в то время строился на побережье. Тем временем южные силы были разбиты у мелового спуска Сент-Бонифаций-Даун. После ожесточенных боев обе армии были отброшены. Хроника Чарльза Райотсли сообщает, что размер французской армии составлял 2 тыс. человек.
Современные хронисты предполагали, что французы (или их наемники) разграбили этот район, чтобы спровоцировать английский флот на сражение со своим гораздо более многочисленным флотом. Мартен Дю Белле писал: «Чтобы разделить силы противника, была произведена одновременная высадка в трех местах. С одной стороны, сеньору Пьеру Строссе было приказано высадиться у небольшого форта, где противник установил несколько пушек, из которых они атаковали наши галеры с фланга, и в который отступило несколько островных пехотинцев. Они, видя смелость наших людей, покинули форт и бежали на юг, чтобы укрыться в роще. Наши люди преследовали и убили некоторых из них, а также сожгли окрестные жилища». Более позднее упоминание сэра Джона Оглендера, очевидно, перефразирует дю Белле: «Они высадились в трех местах одновременно, намеренно разделив наши силы. Пьер Строссер высадился в Сент-Хеленсе, где был небольшой форт, и отогнал наших людей, отделившихся от форта, в лес. Сеньор де Тэ, пехотный генерал, высадился в Бончерче, где произошла жаркая стычка между ними и нами, и с обеих сторон было много убитых».
Французы, по-видимому, высадились в незащищенных местах, а затем атаковали оборонительные сооружения с суши. В бухте Уайтклифф и в Бончерче они быстро заняли возвышенности. Однако нападения были ожидаемыми, и в обоих случаях местные войска достигли возвышенностей, чтобы противостоять им. Поселение в Неттлстоуне и его усадьба были сожжены.
В Бончерче французы легко высадились в Монкс-Бей, но затем столкнулись с трудностями при прорыве из так называемого Андерклиффа. Их решением было подняться по чрезвычайно крутым склонам Сент-Бонифация и Бончерч-Даунс, высота которых превышает 210 м. Таким образом, обороняющиеся имели значительное преимущество, заняв позиции на вершине холма. Предполагаемая победа англичан повлияла на отступление французов с острова, но на ход Итальянской войны борьба за остров оказала малое влияние.

## Память
В Сивью установлена мемориальная доска с надписью:

Во время последнего вторжения в эту страну сотни французских солдат высадились на побережье неподалеку. Это вооруженное вторжение было жестоко подавлено и отбито местным ополчением 21 июля 1545 года.
Достоверность этого сообщения была поставлена под сомнение..